# 湯本求真
湯本 求真（1876年3月21日—1941年），原名四郎右衛門，號求真，生於日本鹿島郡崎山村字鵜浦（今七尾市鵜浦町），日本醫師，專長於東洋醫學，古方派傳人，為昭和年間漢方醫學復興運動的先驅。著有《皇漢醫學》。

## 生平
1891年，進入石川縣立師範學校。因為志於醫學，1896年進入金澤醫學専門學校（今金澤大學醫學部），1901年畢業。
1903年，進入七尾市的醫院。1907年，回到鵜浦町開設醫院。1908年，因其家鄉傳染病流行，其長女俊子、祖父、祖母相繼染病身亡，湯本求真因此對於西方醫學感到失望。
當時他閱讀到和田啓十郎在1870年出版的《醫界之鐵錐》，感受深刻，因此拜和田啟十郎為師，開始鑽研漢方醫學。他同時將自己的名字改為求真。
1913年，開設和漢洋醫術折衷診療院，融合各項醫療技術傳統。
1917年，出版《臨床應用漢方醫學解説》。
1927年至1928年，陸續出版了《皇漢醫學》1至3卷。出版後，迅速傳入中國及韓國，影響了當地漢醫學的發展。